# Fly ball
En fly ball er i baseball betegnelsen for en bold, der flyver i en stor, blød bue, når batteren har ramt den. Langt de fleste home runs er fly balls, som er lange nok til at nå ud over banen. Imidlertid er kortere fly balls ofte nemme at gribe for forsvaret, da der er god tid til at nå hen til nedfaldsstedet.
En fly ball, der ikke når ud over infielden, kaldes et pop-up og er selvsagt ikke ønskværdig set fra batterens synspunkt.
En lav og blød fly ball, som lige netop ryger ud over infielden og lander, før nogen af forsvarsspillerne kan nå hen til den, kaldes en blooper eller en "Texas League'er".
Hvis man tager højde for luftmodstand og magnuskraften, er det optimalt, at boldens startbane danner en vinkel på 35 grader med vandret, hvis den blot skal flyve så langt som muligt.
Fysisk set beskriver en fly balls bane gennem luften et skråt kast.